# Dali Benssalah

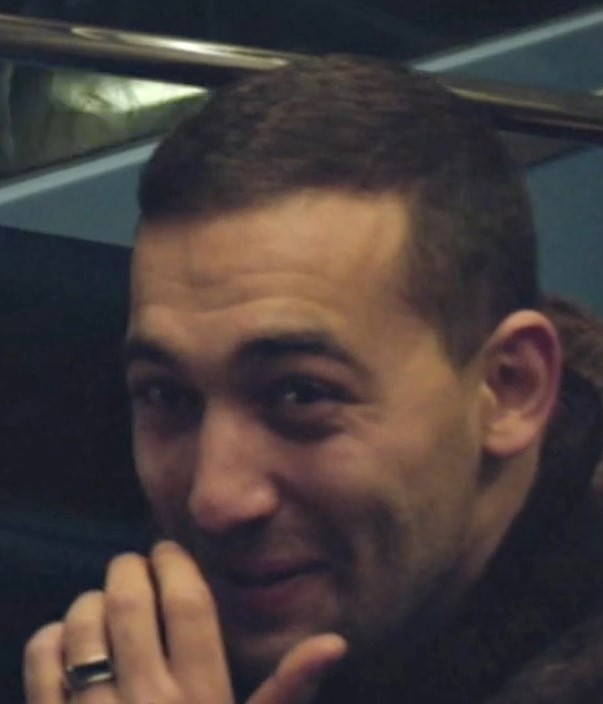
Dali Benssalah (2019)

Dali Benssalah (* 8. Januar 1992 in Rennes) ist ein französisch-algerischer Schauspieler.

## Leben
Benssalah stammt aus Rennes. Er absolvierte von 2012 bis 2015 eine Ausbildung an der Pariser Schauspielschule Cours Florent und parallel von 2014 bis 2015 am Théâtre national de la Colline bei Stanislas Nordey. Danach wirkte er ebenfalls unter Nordey am Théâtre national de Strasbourg.
Seit dem Jahr 2013 war er auch in ersten Film- und Fernsehproduktionen zu sehen. Im Jahr 2017 übernahm er die Hauptrolle im vielgelobten Musikvideo Territory des französischen Projektes The Blaze, in dem er einen algerischen Emigranten bei der Rückkehr in seine Heimat darstellt. Benssalah gab 2018 sein Spielfilmdebüt in Carmen Alessandrins Komödie Interrail als Sofian.
Im Jahr 2021 war Benssalah im James-Bond-Film Keine Zeit zu sterben zu sehen. Eine Hauptrolle übernahm er ein Jahr später in Romain Gavras’ Sozialdrama Athena (2022), das in den Wettbewerb der Filmfestspiele von Venedig eingeladen wurde.

## Filmografie (Auswahl)
- 2013: Petits secrets entre voisins (Fernsehserie, 1 Episode)
- 2017: Salade Tomates Oignons (Kurzfilm)
- 2017: Je suis une blessure (Kurzfilm)
- 2018: Red (Kurzfilm)
- 2018: Nox (Miniserie, 4 Episoden)
- 2018: Interrail
- 2018: Au revoir Tom Selleck (Kurzfilm)
- 2018: Ein treuer Mann (L'homme fidèle)
- 2019: Flash (Kurzfilm)
- 2019: Les Sauvages (Miniserie, 6 Episoden)
- 2019: Banlieusards – Du hast die Wahl (Banlieusards)
- 2021: Mes frères, et moi
- 2021: Keine Zeit zu sterben (No Time to Die)
- 2021: Algiers Confidential – Ein paar Tage Licht (Fernsehserie, 4 Episoden)
- 2022: Die Linie (La ligne)
- 2022: Une fleur à la bouche
- 2022: Tropique de la violence
- 2022: Athena
- 2022: El akhira
- 2023: The Accidental Getaway Driver
- 2023: All eure Gesichter (Je verrai toujours vos visages)
- 2023: Banlieusards 2
- 2024: The Veil (Miniserie, 6 Episoden)

## Theater (Auswahl)
- 2014: Belle du Seigneur (von Albert Cohen, Régine Menauge-Cendre)
- 2015: Poèmes choisis (Théâtre National de la Colline, Stanislas Nordey)
- 2015: Portrait de «famille» (Festival d’Automne de Paris, Jean-François Sivadier)
- 2018–2019: Pur présent (Festival Avignon, Tournée, Olivier Py)